# Atsushi Natori
Atsushi Natori (名取 篤, Natori Atsushi, Saitama, 12 november 1961) is een Japans voormalig voetballer die als middenvelder speelde.

## Clubcarrière
In 1977 ging Natori naar de Teikyo High School, waar hij in het schoolteam voetbalde. Nadat hij in 1980 afstudeerde, ging Natori spelen voor Mitsubishi Motors, de voorloper van Urawa Red Diamonds. Natori veroverde er in 1980 de Beker van de keizer en in 1981 de JSL Cup. Met deze club werd hij in 1982 kampioen van Japan. In 15 jaar speelde hij er 246 competitiewedstrijden en scoorde 9 goals. Natori beëindigde zijn spelersloopbaan in 1994.

## Japans voetbalelftal
Atsushi Natori debuteerde in 1988 in het Japans nationaal elftal en speelde 6 interlands.

## Statistieken

### J.League
| Seizoen | Club       | Competitie | J.League | J.League | J.League Cup | J.League Cup | Totaal | Totaal |
| Seizoen | Club       | Competitie | Wed.     | Dlp.     | Wed.         | Dlp.         | Wed.   | Dlp.   |
| ------- | ---------- | ---------- | -------- | -------- | ------------ | ------------ | ------ | ------ |
| 1992    | Urawa Reds | J1 League  | -        | -        | 9            | 0            | 9      | 0      |
| 1993    | Urawa Reds | J1 League  | 28       | 0        | 1            | 0            | 29     | 0      |
| 1994    | Urawa Reds | J1 League  | 3        | 0        | 0            | 0            | 3      | 0      |
| Totaal  | Totaal     | Totaal     | 31       | 0        | 10           | 0            | 41     | 0      |

### Interland
| Japans voetbalelftal | Japans voetbalelftal | Japans voetbalelftal |
| Jaar                 | Wed.                 | Dlp.                 |
| -------------------- | -------------------- | -------------------- |
| 1988                 | 1                    | 0                    |
| 1989                 | 5                    | 0                    |
| Totaal               | 6                    | 0                    |